# Femme Fatales
Femme Fatales é uma série de televisão norte-americana produzida e transmitida pelo Cinemax, conta com a produção de Mark A. Altman.

## Elenco
- Tanit Phoenix - Lilith
- Rick Copp - Richard Hollis
- Christine Donlon - Violet Macready
- Catherine Annette - Tiffany
- Madison Dylan - Alexis
- Ellie Cornell - Detetive Wright
- Stephen Macht - Ryan